# Marie-Ange Wirtz
Marie-Ange Wirtz-Woodcock (ur. 7 marca 1963) – seszelska lekkoatletka, olimpijka.

## Życiorys
Miała dziewięcioro rodzeństwa. Lekkoatletykę zaczęła uprawiać w wieku 9 lat, gdy uczęszczała do Ste Theresa’s School. Oprócz tego grała także w hokeja na trawie – występowała w klubie Bel Air Hockey Team.
Wzięła udział w Letnich Igrzyskach Olimpijskich 1984 w Los Angeles w trzech konkurencjach: biegu na 100 m, biegu na 200 m i skoku w dal. W obu konkurencjach biegowych odpadła w eliminacjach – na dystansie 100 m uzyskała 44. rezultat wśród 46 lekkoatletek (12,61), zaś w biegu na 200 m osiągnęła przedostatni 36. czas eliminacji (25,88). W skoku w dal uzyskała najsłabszy wynik pośród wszystkich 23 skoczkiń (5,21 m). Wirtz była jedyną kobietą reprezentującą Seszele na tych igrzyskach.
W 1983 roku uczestniczyła w pierwszych mistrzostwach świata. W biegu na 200 m uzyskała 34. czas eliminacji wśród 44 sprinterek (26,13), natomiast w skoku w dal osiągnęła 23. wynik wśród 25 sklasyfikowanych zawodniczek (5,20 m). Podczas mistrzostw świata w 1987 roku wystąpiła w biegu na 100 m – zajęła 37. miejsce w eliminacjach wśród 51 sklasyfikowanych zawodniczek (12,64).
W 1979 roku wzięła udział w igrzyskach wysp Oceanu Indyjskiego, na których zdobyła brązowe medale w biegach sztafetowych 4 × 100 m i 4 × 400 m (uczestniczyła także w biegu na 100 m, biegu na 200 m i skoku w dal). Sześć lat później wywalczyła brąz wyłącznie w sztafecie 4 × 100 m.
Zdobyła przynajmniej czternaście złotych medali mistrzostw Seszeli: pięć w biegu na 200 m (1981, 1983–1985, 1987), cztery w biegu na 100 m (1981, 1983–1984, 1987), cztery w skoku w dal (1982–1983, 1985, 1987) i jeden w biegu na 100 m przez płotki (1982).
Rekordy życiowe: bieg na 100 m – 12,48 (1985), bieg na 200 m – 25,2 (1983), skok w dal – 5,53 m (1986). Była rekordzistką Seszeli w skoku w dal